# Пекоеручей
Пекоеручей, Пендо — ручей в России, протекает по территории Боровского сельского поселения Калевальского района Республики Карелии. Длина ручья — 17 км.
Ручей берёт начало из болота без названия на высоте выше 127,1 м над уровнем моря.
Течёт, несколько раз меняя своё направление, протекая через озёра Пендо Верхнее, Пекое (Пендо-Нижнее) и Пендо.
Ручей в общей сложности имеет пять притоков суммарной длиной 11 км.
Втекает с левого берега на высоте 107,3 м над уровнем моря в реку Чирко-Кемь.
В верхнем течении Пекоеручей пересекает линию железной дороги Ледмозеро — Юшкозеро.
Населённые пункты на ручье отсутствуют.
Код объекта в государственном водном реестре — 02020000912202000004192.